# Eduard Strauss
Eduard Strauss (Wenen, 15 maart 1835 – aldaar, 28 december 1916) was een Oostenrijks componist van dansmuziek en was daarnaast dirigent.

## Levensloop
Eduard was het vijfde kind uit het gezin van Johann Strauss sr. Hij was bestemd voor de diplomatie, maar gaf het plan op toen zijn broers Johann en Josef hun handen meer dan vol hadden met hun orkesten. Zo dirigeerde hij voor het eerst in februari 1859, toen de Straussen met hun drie orkesten in de zalen van het Dianabad te Wenen optraden.
Eduard Strauss ging net als zijn broer Josef studeren bij Amon en bij Gottfried Preyer, kapelmeester van 'Sint Stephan'. Na de ongelukkige dood van zijn broer Josef leidde hij alleen nog de Strauss-kapel tot 1902 en trok zich daarna terug. Hij componeerde meer dan 300 dansen, maar heeft de meeste ervan zelf verbrand. Hetzelfde lot was in 1907 beschoren aan een groot deel van het familiepatrimonium. Alle dansarrangementen verdwenen in de boiler van een meubelfabriek van een van zijn vrienden.   
In 1906 publiceerde hij zijn Erinnerungen.  
Onder Eduards leiding bezocht het orkest 840 steden in twee continenten. Het speelde voor koningin Victoria en bezocht verder nog de Verenigde Staten en Rusland. In 1870 organiseerden de gebroeders Strauss zondagmiddagconcerten in de 'Wien Musikverein'. De traditionele nieuwjaarsconcerten die nu nog steeds op 1 januari worden gegeven zijn een gevolg hiervan. Het draaide uit op een hoogst populair en artistiek succes.  
Johann Strauss waarschuwde zijn uitgever voor de uitgave van Eduards werken omdat hij bang was dat deze zijn werken niet meer zou uitvoeren. Eduard Strauss was volgens de overlevering een hovaardig, dictatoriaal persoon die graag zijn militaire medailles droeg.
Het Museum der Johann Strauss Dynastie in Wenen besteedt aandacht aan onder meer zijn werk en leven. Zijn zoon Johann III was eveneens componist en dirigent.

## Composities (onvolledig)
- 1864: Quadrille nach Motiven der Operette "Mannschaft an Bord" von Ivan Zajc, op. 7
- 1865: Helenen-Quadrille über Motive der komischen Oper "Die schon̈e Helene" von Jacques Offenbach, op. 14
- 1866: Paragraphen, Polka française, op. 16
- 1866: Gruss an die Heimath, Polka française, op. 17
- 1866: Hesperiden, wals, op. 18
- 1866: Dornröschen, Polka-mazur, op. 19
- 1867: Memoiren einer Ballnacht, wals, op. 26
- 1868: Herz an Herz, Polka-mazur, op. 27
- 1868: Wunderblümchen, Polka-mazurka, op. 37
- 1868: Devise, Polka française, op. 40
- 1869: Thauperle, Polka-mazur, op. 42
- 1869: Lanciers-Marsch, op. 44
- 1869: Vom Tage, Polka-mazur, op. 46
- 1869: Studentenstreiche, Polka française, op. 48
- 1870: Pro und Contra, Polka française, op. 58
- 1870: Con amore, Polka française, op. 60
- 1870: Lilienkränze, wals, op. 61
- 1871: La Gloire du Brésil, Marche Triomphale, op. 63 - opgedragen aan de keizer van Brazilië Dom Pedro II
- 1871: Flott!, Polka schnell, op. 64
- 1871: Deutsche Herzen, wals, op. 65
- 1871: Serenade, Polka-mazurka, op. 66
- 1871: Von der Aula, Polka française, op. 67
- 1871: Akademische Bürger, wals, op. 68
- 1871: Mit der Feder, Polka-mazur, op. 69
- 1871: Trapezunt-Quadrille nach Motiven der gleichnamigen Operette Jacques Offenbachs, op. 71
- 1871: Hypothesen Walzer, op. 72
- 1871: Auf und davon!, Polka schnell, op. 73
- 1871: Fusionen Walzer, op.74
- 1871: Fesche Geister, wals, op. 75
- 1871: Mit Dampf, polka schnell, WoO
- 1872: Goldfischlein, Polka-mazur, op. 77
- 1872: Bruder Studio, Polka française, op. 78
- 1872: Doctrinen, wals, op. 79
- 1872: Ehret die Frauen, wals, Op. 80
- 1872: Weit aus!, Polka schnell, op. 81
- 1872: Amor's Gruss, Polka-française, op. 83
- 1872: Liebeszauber, Polka-mazur, op. 84
- 1872: Soldatengruss, Polka française, op. 85
- 1872: Eine neue Welt!, Polka schnell, op. 86
- 1872: Myrten-Sträußchen, wals, op. 87
- 1872: Huldigungen, wals, op. 88
- 1872: Manuscripte, wals, op. 90
- 1872: Pilger-Quadrille nach Motiven der Operette "Die Pilger" von Max Wolf, op. 91
- 1873: Javotte-Quadrille nach Motiven der gleichnamigen Operette von Emil Jonas, op. 94
- 1873: Unter eigenem Dache, Polka-française, op. 95
- 1873: Pest-Ofener-Eissport-Galopp, op. 96
- 1873: Interpretationen, wals, op. 97
- 1873: Mädchenlaune, Polka mazurka, op. 99
- 1873: Studenten-Ball-Tänze, wals, op. 101
- 1873: Ein Jahr freiwillig, Polka-française, op. 102.
- 1873: Stimmen aus dem Publikum, wals, op. 104
- 1873: Wiener Weltausstellungs-Marsch, op. 107 - mars voor de Wereldtentoonstelling van 1873
- 1873: Wo man lacht und lebt, Polka schnell, op. 108
- 1873: Kaiser Franz Josef Jubiläums Marsch, op. 109 - gecomponeerd ter gelegenheid van het 25-jarig troonjubileum van keizer Frans Jozef I van Oostenrijk
- 1874: Theorien, wals, op. 111
- 1874: Ohne Aufenthalt, Polka schnell, op. 112
- 1874: Aulalieder Walzer, op. 113
- 1874: Die Hochquelle, Polka-mazur, op. 114
- 1874: In Lieb' entbrannt, Polka française, op. 117
- 1874: Der König hat's gesagt-Quadrille nach Motiven aus der Komischen Oper von Léo Delibes, op. 118
- 1874: Augensprache, Polka française, op. 119
- 1874: Weyprecht-Payer Marsch, op. 120 - een eerbetoon aan de marineofficier en poolonderzoeker Karl Weyprecht en de poolonderzoeker Julius von Payer en hun ontdekking van het Frans Jozefland
- 1875: Unter der Enns, Polka schnell, op. 121
- 1875: Giroflé-Girofla - Walzer nach Motiven über Charles Lecocq's gleichnamige Oper, op. 123
- 1875: Fidele Bursche Walzer, op.124
- 1875: Tour und Retour, Polka française, op. 125
- 1875: Aus dem Rechtsleben, op. 126
- 1875: Alpenrose, Polka-mazur, op. 127
- 1875: Kleine Chronik, Polka schnell, op. 128

- 1875: Märzveilchen, Polka française, op. 129
- 1875: Bessere Zeiten, wals, op. 130
- 1876: Fantasie über neuere deutsche Lieder, op. 133
- 1876: Carmen-Quadrille nach Motiven der gleichnamigen Oper Georges Bizet's, op. 134
- 1876: Fatinitza-Quadrille nach Motiven der gleichnamigen Operette von Franz von Suppé, op. 136
- 1876: Aus der Studienzeit, wals, op. 141
- 1876: Consequenzen, wals, op. 143
- 1876: Gruss an Prag, Polka française, op. 144
- 1877: Souvenir de Bade! - Erinnerung an Baden, Polka schnell, op. 146
- 1877: Seekadet-Quadrille nach Motiven der gleichnamigen komischen Operette von Richard Genée, op. 151
- 1877: Brausteufelchen, Polka schnell/galop, op. 154
- 1877: Märchen aus der Heimath, wals, op. 155
- 1877: Fatinitza-Walzer nach Motiven der gleichnamigen Operette von Franz von Suppé
- 1877: Geflügelte Worte, wals, op. 158
- 1878: Teufels-Quadrille nach Motiven der gleichnamigen Operette von Franz von Suppé, op. 163
- 1878: Nützt das freie Leben, wals, op. 164
- 1878: Telephon-Polka française, op. 165
- 1878: Reiselust, Polka française, op. 166
- 1878: Ball-Chronik, wals, op. 167
- 1878: Ausser Rand und Band, Polka schnell, op. 168
- 1878: Moosröschen, Polka-mazur, op. 169
- 1878: Traumgebilde, wals, op. 170
- 1879: Boccaccio-Walzer nach Motiven der Franz von Suppéschen Operette "Boccaccio", op. 175
- 1879: Rundgesänge Walzer, op. 178
- 1879: Pfeilschnell, polka, op. 179
- 1879: Bocaccio Quadrille, op. 180
- 1879: Souvenir de Dresden (Souvenir de Dresde), Polka française, op. 182
- 1880: Terpsichore, polka-mazurka, op. 184
- 1880: Feuerfunken Walzer, op. 185
- 1880: Hectograph, Polka schnell, op. 186
- 1880: Freie Lieder, wals, op. 188
- 1880: Originalbericht, Polka française, op. 189
- 1880: Juanita-Quadrille nach Motiven der Operette "Donna Juanita" von Franz von Suppé, op. 191
- 1881: Schleier und Krone, wals, op. 200
- 1881: Faschingsbrief Polka, op. 203
- 1882: Österreichs Völker Treue, op. 211
- 1883: Bettelstudent-Quadrille nach Motiven der gleichnamigen komischen Operette von Carl Millöcker, op. 212
- 1883: Gemüthswelle, Polka-mazur, op. 218
- 1884: Quadrille über Motive der Carl Millöcker'schen Operette "Gasparone", op. 222
- 1884: Gruss an Buda-Pest, Polka française, op. 229
- 1895: Tanz-Candidaten, wals, op. 293
- Bahn frei, Polka schnell, op. 45
- Blüthenkranz Johann Strauss'scher Walzer op. 292
- Bemooste Häupter, op. 195
- Das Leben ist doch schön, wals
- Fleur roumaine, polka, op. 192
- Glockensignale, wals, op. 198
- Gut heil!-Turnermarsch, op. 4
- Herzenstelegraf, polka, op. 194
- Je pense à toi, polka, op. 197
- Ohne Bremse, Polka schnell
- Pass-partout, polka, op. 196
- Probenummer, polka, op. 199
- Sarazenen-Marsch, voor harmonieorkest, op. 297[1]
- Schön Rohtraut, Polka mazur, op. 145
- Wien Über Alles!, Polka schnell, op. 172